# Aue-Fallstein
Aue-Fallstein a fost o comună din landul Saxonia-Anhalt, Germania, care a existat din 2003 până în 2009.